# 어퍼타쿠투어퍼에세키보주

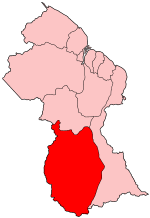
어퍼타쿠투어퍼에세키보주의 위치

어퍼타쿠투어퍼에세키보주(영어: Upper Takutu-Upper Essequibo)는 가이아나 서부에 있는 주로 주도는 레템이며 면적은 57,750km2, 인구는 24,212명(2012년 기준), 인구 밀도는 0.42명/km2이다. 북쪽으로는 포타로시파루니주, 동쪽으로는 이스트버비스코렌타인주와 접하며 남쪽과 서쪽으로는 브라질과 국경을 접한다.